# Tebbs Lloyd Johnson
Tebbs Lloyd Johnson (eigentlich Terence Lloyd Johnson; * 7. April 1900 in Melton Mowbray; † 26. Dezember 1984 in Coventry) war ein britischer Geher.
1927, 1931 und 1934 wurde er britischer Meister über 20 Meilen, 1931, 1934 und 1949 im 50-km-Gehen.
Über die 50-km-Distanz belegte er bei den Olympischen Spielen 1936 in Berlin den 17. Platz. Zwölf Jahre später gewann er bei den Olympischen Spielen 1948 in London die Bronzemedaille. Mit 48 Jahren und 115 Tagen ist er der bislang älteste Sportler, der in einem Leichtathletikwettbewerb der Olympischen Spiele auf dem Podium stand.